# باب چین
باب چین (انگلیسی: Bob Chinn؛ زاده ۱۰ مهٔ ۱۹۴۳) یک کارگردان پورنوگرافی اهل آمریکا است. 